# خانه میرکاظم خان صارمی
خانه میرکاظم خان صارمی مربوط به دوره قاجار است و در نمین، میدان ارتش، ساختمان نیروی انتظامی واقع شده و این اثر در تاریخ ۱۶ آبان ۱۳۷۹ با شمارهٔ ثبت ۲۸۷۶ به‌عنوان یکی از آثار ملی ایران به ثبت رسیده است.